# Нарвойш, Францишек Миликонт
Франци́шек Мили́конт На́рвойш (Франциск Миликонт Нарвойш, Франц Миликонт Нарвойш, пол. Franciszek Milikont Narwojsz, бел. Францішак Міліконт Нарвойш, лит. Pranciškus Milikantas Norvaiša, 15 января 1742, имение Миликонт Адутишской волости Свенцянского уезда, по другим сведениям Вилькомирский уезд Ковенской губернии — 25 июня, по другим сведениям 26 июня 1819, Вильно) — математик и педагог, иезуит; преподаватель математики в Гродненской землемерной школе, Главной виленской школе, императорском Виленском университете.

## Биография
Восьми лет от роду поступил в низшее иезуитское училище, по окончании курса в котором в 1756 году вступил в Общество Иисуса и начал учёбу в иезуитской коллегии в местечке Шёнберг (Скайсткальне) в Курляндии. Дальнейшее образование получил в Академии и университете виленском Общества Иисуса, где в 1761—1763 годах под руководством французских иезуитов изучал математические дисциплины: в 1760 году был послан изучать математику в Нанси (Франция), а оттуда с математиками и иезуитами Россиньолем и Флери прибыл сначала во Львов, затем в Вильно. По другой версии, Нарвойш отправился в Вильну, куда в это время прибыли два знаменитых математика — изгнанные из Франции иезуиты Россиньоль и Флери. В числе немногих лиц, допущенных к занятиям высшей математикой под руководством французских учёных, был и Нарвойш. Он выделялся из среды прочих слушателей своими успехами и способностями. Когда французы иезуиты отбыли с миссией в Китай, они указали на него, как на своего достойного преемника.
Нарвойш начал преподавать высшую математику в Академии и университете виленском Общества Иисуса с 1767 года; доктор философии и свободных наук (1769). Преподавал также теологию, получив степень доктора богословии (1770). В письменных источниках 1773 года значится профессором философии.
Вследствие недоразумений с начальством был лишён кафедры и сослан в Гродно, где преподавал пиитику в «инфиме». В год упразднения ордена иезуитов преподавал (1773) был преподавателем математики в Несвиже. Затем под его руководством и при непосредственном участии производилось определение географической широты многих местностей Литвы. По окончании этой работы Нарвойшу было поручено руководить работами по урегулированию русла Немана и уничтожению природных препятствий для судоходства по реке. Работы производились в течение трёх лет (1775—1778). Нарвойш, удачно разрешив сложную задачу, приобрел известность.
Литовский подскарбий граф Антоний Тизенгаузен пригласил Нарвойша к себе для помощи в широко задуманных реформах, имевших целью развитие торговли и промышленности. Нарвойш по поручению Тизенгаузена пять лет провёл в Западной Европе (Нидерланды, Англия, Германия), где занимался приобретением оборудования для предполагавшейся астрономической обсерватории в Гродно, ознакомлением с фабричным производством и достижениями в области физики и математики. Вернулся в Вильно и с 1782 / 1783 учебном году исполнял обязанности профессора высшей математики в Главной виленской школе. Его курс охватывал дифференциальные и интегральные вычисления, дифференциальные уравнения, аналитическую геометрию. Опирался преимущественно на Ньютона, а также на Лагранжа, Эйлера и других крупных математиков эпохи. Читал лекции до 1809 года (по другим сведениям, до 1811 года; утверждалось также, что профессорскую кафедру Нарвойш занимал до самой смерти), когда вышел на пенсию. Одновременно был кафедральным виленским каноником и настоятелем приходов гродненского и собоцкого.
Нарвойш носил звание королевского математика, был избран членом-корреспондентом Итальянского научного общества в Вероне, членом варшавского Общества друзей науки (1803), Виленского физико-математического общества (1805), Виленского общества наук и искусств (1806). По отзывам биографов, Нарвойш был самым учёным из бывших виленских иезуитов. Он оставил много интересных карт по гидротехнике, хранившихся вместе с другими его трудами в библиотеке Виленского университета. Нарвойш не опубликовал никаких трудов, однако подготовил целый ряд специалистов по математике; среди его учеников Т. Кудзич и Т. Жицкий.